# 870 هـ
870 هـ هي سنة في التقويم الهجري امتدت مقابلةً في التقويم الميلادي بين سنتي 1465 و1466.

## مواليد
- عبد الله الطيب بن عبد الله بامخرمة
- نيكولو مكيافيلي

## وفيات
- شمس الدين الخيالي
- محمد بن سليمان الجزولي